# コソボの中世建造物群

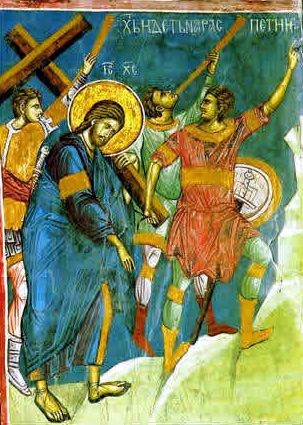
デチャニ修道院のフレスコ画イコン。
十字架を担ぐハリストス

「コソボの中世建造物群」は、コソボにあるユネスコの世界遺産のひとつ（ID724）。セルビア正教会の4つの教会堂や修道院が登録されている。それらは、パレオロゴス朝ルネサンス様式の美しい建造物であるとともに、中世の優れたフレスコ画が保存されていることなどが評価された。
コソボの政情不安定さにより、危機遺産リストにも加えられている。なお、コソボは世界遺産条約未締約であり、世界遺産センターではセルビアの世界遺産に分類されている。

## 登録経緯
2004年に世界遺産委員会は、コソボのデチャニ修道院を、登録基準の(2)と(4)に該当するものとして、単独で世界遺産に登録した。世界遺産委員会は、2006年にさらに3つの教会建築物を加えるとともに、登録名を「デチャニ修道院」から「コソボの中世建造物群」に変更した。同時に、登録基準の(3)も満たしているとして、適用基準の追加も行われた。

## 登録基準
この世界遺産は世界遺産登録基準のうち、以下の条件を満たし、登録された（以下の基準は世界遺産センター公表の登録基準からの翻訳、引用である）。
- (2) ある期間を通じてまたはある文化圏において、建築、技術、記念碑的芸術、都市計画、景観デザインの発展に関し、人類の価値の重要な交流を示すもの。
- (3) 現存するまたは消滅した文化的伝統または文明の、唯一のまたは少なくとも稀な証拠。
- (4) 人類の歴史上重要な時代を例証する建築様式、建築物群、技術の集積または景観の優れた例。

## 登録対象
以下の4件が世界遺産に登録されている。なお、和名は駐日セルビア共和国大使館による表記に、英名はユネスコ世界遺産センターによる世界遺産登録名に、それぞれ依拠している。
- デチャニ修道院（Dečani Monastery, 世界遺産登録ID724-001）
- ペーチ総主教修道院（Patriarchate of Peć Monastery, 724-002bis）
- リェヴィシャの生神女教会（Church of the Virgin of Leviša, 724-003bis）[1]
- グラチャニツァ修道院（英語版）（Gračanica Monastery, 724-004bis）

## 危機遺産登録
コソボ周辺の政情不安定さによって、この遺産には潜在的な危機が付きまとっている。このため、世界遺産委員会は2006年に拡大登録するのと同時に、「危機にさらされている世界遺産」リストにも登録した。
なお、デチャニ修道院では、2007年3月にアルバニア系過激派によって手榴弾が投げ込まれるなど、実際に遺産の保全にとって障害となる事件も発生している。